# ウーゴ・シケ
- ヒューゴ・シケ

ウーゴ・ティエリ・シケ (Hugo Thierry Siquet , 2002年7月9日 - )は、ベルギー・リュクサンブール州マルシュ＝アン＝ファメンヌ出身のサッカー選手。ベルギー・ファースト・ディビジョンA・サークル・ブルッヘ所属。ポジションはDF。
日本のスポーツメディアでは『ヒューゴ・シケ』と表記するメディアもあり、キッカーの日本語版サイトでは同様の紹介がされている。

## クラブ経歴
7歳の時にスタンダール・リエージュのユースアカデミーに入所。2020年にトップチームに昇格。11月8日のロイヤル・アントワープFC戦でプロデビュー。以降出場機会が増え、2020-21シーズンは20試合に出場。翌2021-22シーズンも先発に定着し、シーズン途中まで17試合に出場した。
2021年12月1日、SCフライブルクと4年半の契約を締結。2022年1月より正式に加入した。
2023年1月14日、2022-23シーズン終了時までサークル・ブルッヘへレンタル移籍することが決定した。

## 代表経歴
2018年から各ユース世代のベルギー代表に随時招集されている。